# La Font de Torrent
La Font de Torrent és una obra romana de la Torre de l'Espanyol (Ribera d'Ebre) inclosa a l'Inventari del Patrimoni Arquitectònic de Catalunya.

## Descripció
Emplaçada prop del nucli urbà, a continuació del Carrer del Torrent. Consta d'un mur de carreus rematat amb una cornisa composta. Té dos brolls d'aigua que aboquen a una pica de pedra que condueix a un gran safareig situat davant la font. En destaca especialment un dels brolladors amb forma de màscara romana, del qual en l'actualitat no en surt aigua. L'altre brollador està format per un simple tub metàl·lic.

## Història
És un important testimoniatge de la influència romana a la comarca. Situada a la sortida del poble, en direcció a Cabassers i el Montsant.